# U-407
U-407 – niemiecki okręt podwodny (U-Boot) typu VII C z okresu II wojny światowej. Okręt wszedł do służby w 1941 roku. Kolejnymi dowódcami byli: Kptlt. Ernst-Ulrich Brüller, Oblt. Hubertus Korndörfer, Oblt. Hans Kolbus.

## Historia
Okręt włączony do 5. Flotylli U-Bootów w ramach szkolenia; od 1 września 1942 włączony do 9., a od 1 grudnia 1942 roku 29. Flotylli jako okręt bojowy. 
Odbył 12 patroli bojowych, podczas których zatopił 3 statki o łącznej pojemności 26 892 BRT, w tym transportowiec wojska „Viceroy of India” (7176 BRT). Uszkodził również 1 statek (6207 BRT) i dwa okręty – krążowniki lekkie: HMS „Newfoundland”, HMS „Birmingham”. 
1 października 1942 roku bezskutecznie atakował „Queen Mary” – żadna z wystrzelonych wówczas 4 torped nie osiągnęła celu.
Zatopiony 19 września 1944 roku na Morzu Śródziemnym na południe od wyspy Milos bombami głębinowymi przez niszczyciele: HMS „Troubridge”, HMS „Terpsichore” i ORP „Garland”. Zginęło 5 z 53 członków załogi.